# Brøndbyernes Idrætsforening
El Brøndby IF (també conegut com a Brøndbyernes Idrætsforening o Brøndby o BIF) és un equip de futbol de la ciutat de Brøndby, als afores de Copenhaguen, Dinamarca. Actualment disputa la Lliga danesa de futbol.

## Història
El club va ser fundat el 3 de desembre de 1964 per la fusió de dos petits clubs locals, el Brøndbyvester IF del 1909 i el Brøndbyøster IF del 1928. En els seus inicis, a més de futbol, tenia seccions d'handbol, gimnàstica i bàdminton entre d'altres. El 1971 el club fou dividit en diferents entitats per cadascuna de les seccions. La secció de futbol va retenir el nom de Brøndbyernes Idrætsforening. Amb la introducció del professionalisme el 1978 el club es dividí en dos departaments, amateur i professional.
Manté una forta rivalitat amb el F.C. Copenhaguen.

## Palmarès
- Royal League (1): 2006-07

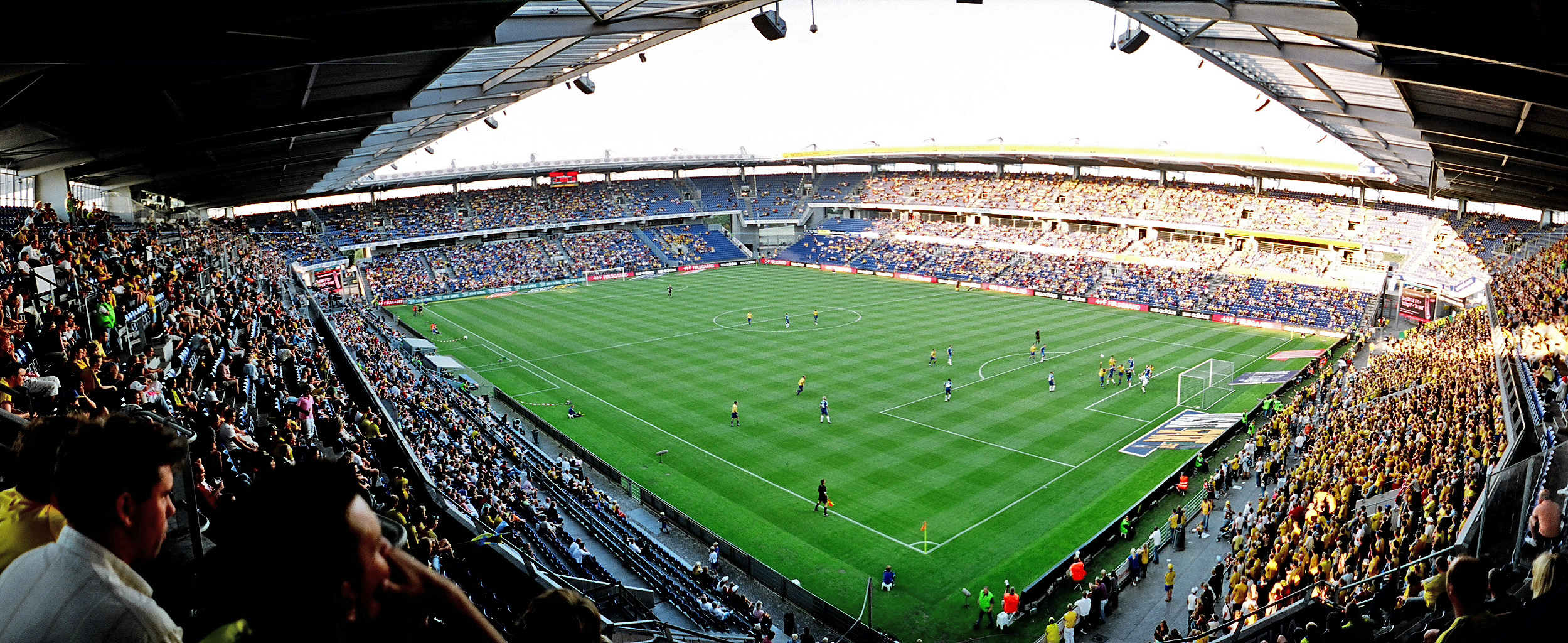
Panoràmica de l'estadi en el partit Brøndby 3-0 AC Horsens el 5 d'agost de 2006.

- Lliga danesa de futbol (10): 1985, 1987, 1988, 1990, 1991, 1995-96, 1996-97, 1997-98, 2001-02, 2004-05
- Copa danesa de futbol (6): 1988-89, 1993-94, 1997-98, 2002-03, 2004-05, 2007-08
- Copa de la Lliga danesa de futbol (2): 2005, 2006
- Supercopa danesa de futbol (4): 1994, 1996, 1997, 2002
- 26 temporades a la primera divisió danesa.
- 4 temporades a la segona divisió danesa.
- 3 temporades a la tercera divisió danesa.

## Jugadors destacats

### Futbolista de l'any
Des del 1980, el club escull anualment el futbolista de l'any.
- 1980  Brian Chrøis
- 1981  Ole Østergaard
- 1982  Michael Laudrup
- 1983  John Widell
- 1984  Bjarne Jensen
- 1985  Claus Nielsen
- 1986  Ole Madsen
- 1987  Lars Olsen
- 1988  Bjarne Jensen (2)
- 1989  Henrik Jensen
- 1990  Peter Schmeichel
- 1991  Kim Vilfort
- 1992  Uche Okechukwu
- 1993  Jes Høgh
- 1994  Ole Bjur
- 1995  Allan Nielsen
- 1996  Søren Colding
- 1997  Ebbe Sand
- 1998  Kim Daugaard
- 1999  Mogens Krogh
- 2000  Dan Anton Johansen
- 2001  Krister Nordin
- 2002  Aurelijus Skarbalius
- 2003  Per Nielsen
- 2004  Martin Retov
- 2005  Johan Elmander
- 2006  Per Nielsen (2)
- 2007  Mark Howard
- 2008  Thomas Rasmussen
- 2009  Stephan Andersen
- 2010  Michael Krohn-Dehli
- 2011  Michael Krohn-Dehli (2)
- 2012  Mike Jensen
- 2013  Simon Makienok
- 2014  Lukas Hradecky

### Paret d'honor

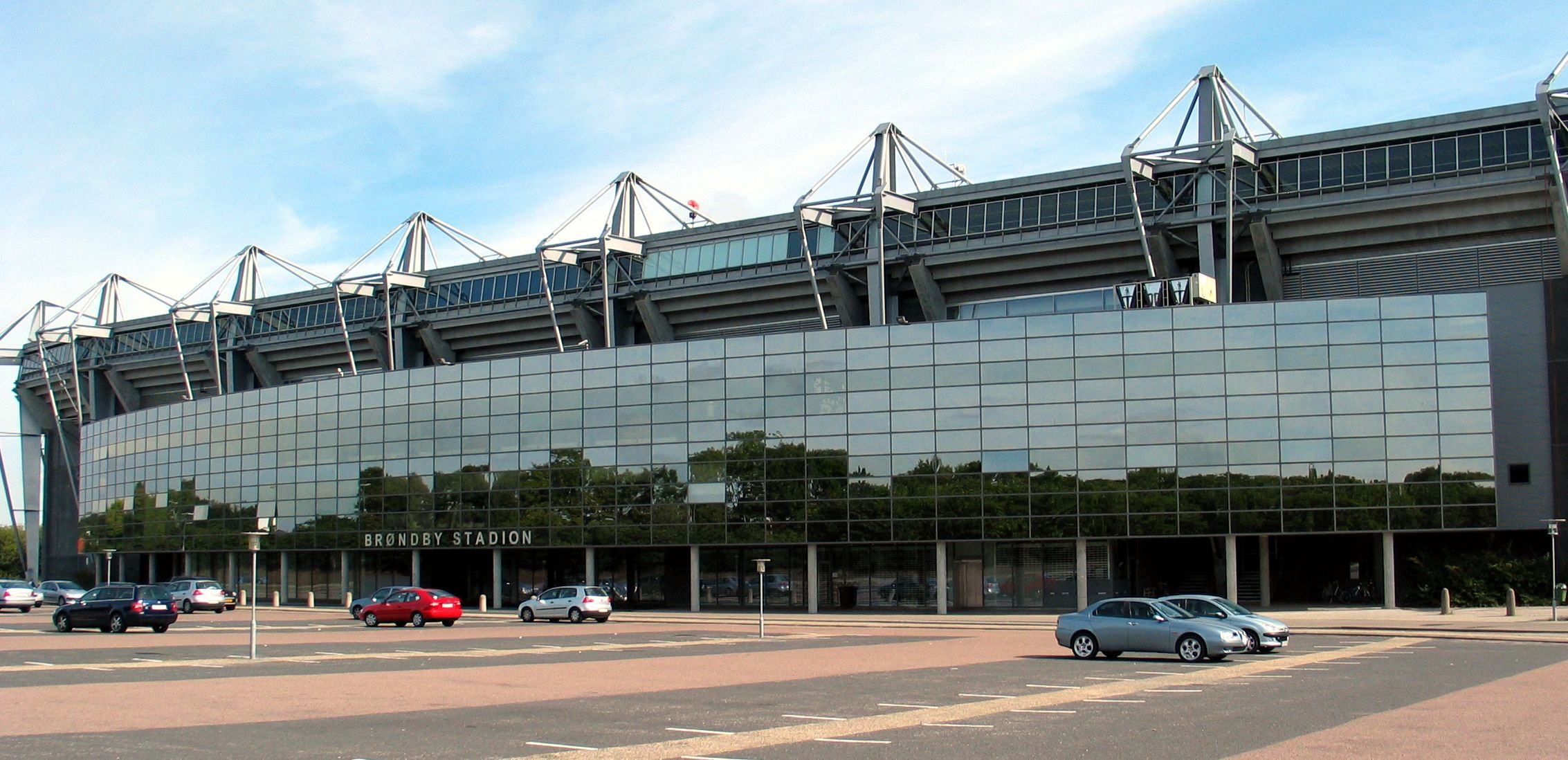
2005: Façana del remodelat Brøndby Stadium.

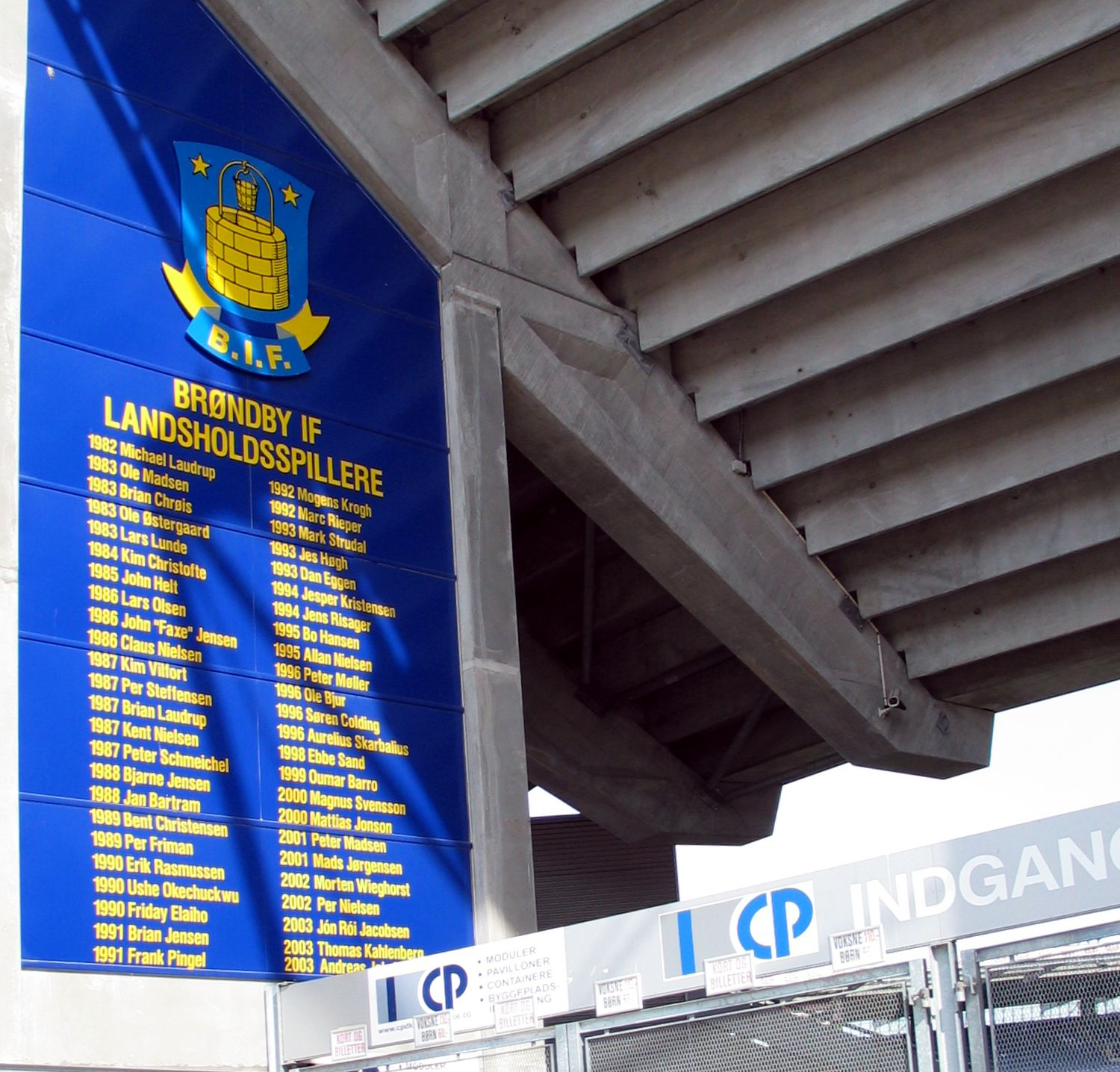
La Paret d'Honor del club.

D'ençà que Michael Laudrup esdevingué el primer futbolista del club en representar la selecció danesa de futbol el 1982, els futbolistes que han tingut aquest privilegi són inclosos a la paret d'honor amb l'any en què debutaren a l'equip nacional.
- 1980s: Michael Laudrup (1982), Ole Madsen (1983), Brian Chrøis (1983), Ole Østergaard (1983), Lars Lunde (1983), Kim Christofte (1984), John Helt (1985), Lars Olsen (1986), John "Faxe" Jensen (1986), Claus Nielsen (1986), Kim Vilfort (1987), Per Steffensen (1987), Brian Laudrup (1987), Kent Nielsen (1987), Peter Schmeichel (1987), Bjarne Jensen (1988), Jan Bartram (1988), Bent Christensen (1989), Per Frimann (1989)
- 1990s: Erik Rasmussen (1990), Ushe Okechuckwu (1990), Friday Eliaho (1990), Brian Jensen (1991), Frank Pingel (1991), Mogens Krogh (1992), Marc Rieper (1992), Mark Strudal (1993), Jes Høgh (1993), Dan Eggen (1993), Jesper Kristensen (1994), Jens Risager (1994), Bo Hansen (1995), Allan Nielsen (1995), Peter Møller (1996), Ole Bjur (1996), Søren Colding (1996), Auri Skarbalius (1996), Ebbe Sand (1998), Oumar Barro (1999)
- 2000s: Magnus Svensson (2000), Mattias Jonson (2000), Peter Madsen (2001), Mads Jørgensen (2001), Morten Wieghorst (2002), Per Nielsen (2002), Jón Rói Jacobsen (2003), Thomas Kahlenberg (2003), Andreas Jakobsson (2003), Karim Zaza (2004), Asbjørn Sennels (2004), Martin Retov (2004), Morten Skoubo (2004), Johan Elmander (2004), Daniel Agger (2005), Hannes Sigurðsson (2006), Martin Ericsson (2006), Chris Katongo (2007), Stefán Gíslason (2007), Samuel Holmén (2008), Thomas Rasmussen (2008), Anders Randrup (2008), David Williams (2008), Max von Schlebrügge (2008), Stephan Andersen (2008), Ousman Jallow (2008), Michael Krohn-Dehli (2008), Morten Duncan Rasmussen

## Entrenadors desatacats

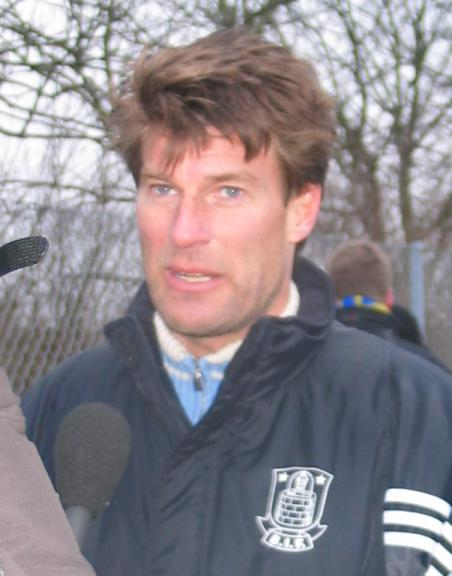
Michael Laudrup d'entrenador.

- 1960s: Egon Knudsen (1964), Leif Andersen (1967), Ib Jensen (1969)
- 1970s: John Sinding (1970), Mogens Johansen (1972), Finn Laudrup (1973), Kaj Møller (1974), John Sinding (1975), Jørgen Hvidemose (1977)
- 1980s: Tom Køhlert (1980), Ebbe Skovdahl (1986), Birger Peitersen (1987), Ebbe Skovdahl (1988)
- 1990s: Morten Olsen (1990), Ebbe Skovdahl (1992), Tom Køhlert (1999, caretaker)
- 2000s: Åge Hareide (2000), Tom Køhlert (2002, caretaker), Michael Laudrup (2002), René Meulensteen (2006), Tom Køhlert (2007), Kent Nielsen (2009)
- 2010s: Henrik Jensen (2010), Aurelijus Skarbalius (2011), Thomas Frank (2013)